# Barkam

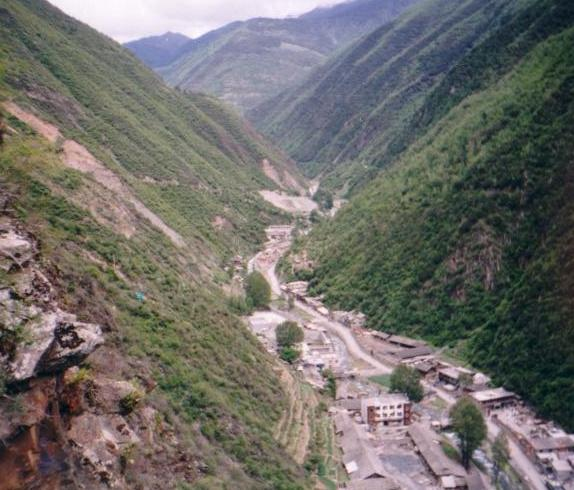
Barkam

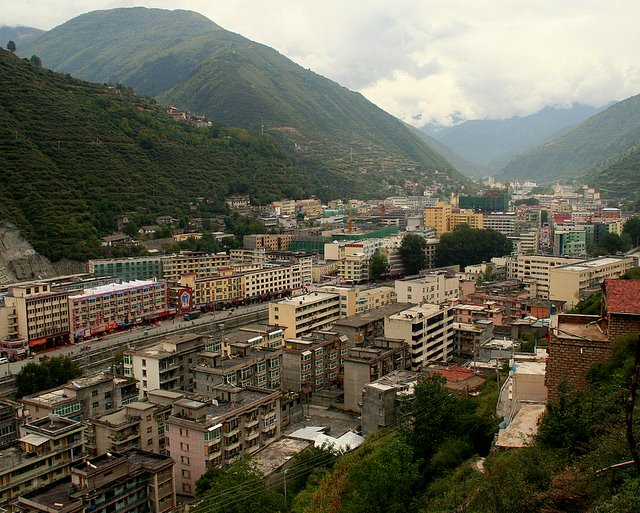
Trấn Maerkang

Barkam hay Mã Nhĩ Khang (tiếng Tạng: འབར་ཁམས་ / 'Bar-khams, chữ Hán giản thể:马尔康市, âm Hán Việt: Mã Nhĩ Khang thị) là một thành phố cấp huyện thuộc châu tự trị A Bá, tỉnh Tứ Xuyên, Cộng hòa Nhân dân Trung Hoa. Thành phố này có dân số năm 1999 là 54.735 người. Mã số bưu chính là 624000 Thành phố Mã Nhĩ Khang có nhiệt độ +1,1 °C trong những tháng lạnh nhất và +17,9 °C trong những tháng nóng nhất, với nhiệt độ trung bình năm là +10,3 °C (số liệu năm 1990). Lượng mưa trung bình năm là 774,5 mm (con số năm 1990).